# FlatOut 2
FlatOut 2 – komputerowa gra wyścigowa wyprodukowana przez Bugbear Entertainment i wydana przez Empire Interactive na platformy Microsoft Windows, PlayStation 2, Xbox i OS X. Jest to kontynuacja gry FlatOut. Jej premiera światowa odbyła się 30 czerwca 2006 roku, a w Polsce – 27 października 2006 roku. Gracz uczestniczy w niekonwencjonalnych wyścigach i minigrach w podatnym na zniszczenia otoczeniu.

## Ścieżka dźwiękowa
- Yellowcard – "Breathing"
- Rise Against – "Give It All"
- Rob Zombie – "Demon Speeding"
- Rob Zombie – "Feel So Numb"
- Audioslave – "Your Time Has Come"
- Audioslave – "Man Or Animal"
- Alkaline Trio – "Fall Victim"
- The Chelsea Smiles – "Nowhere Ride"
- Papa Roach – "Blood Brother"
- Supergrass – "Road To Rouen"
- Alkaline Trio – "Mercy Me"
- Nickelback – "Believe It or Not"
- Megadeth – "Symphony of Destruction"
- Yellowcard – "Rough landing Holly"
- Zebrahead – "Lobotomy for Dummies"
- Papa Roach – "Not Listening"
- Underoath – "Reinventing Your Exit"
- Wolfmother – "Pyramid"
- Wolfmother – "Dimension"
- Fall Out Boy – "Snitches,and Talkers Get Stitches and Walkers"
- The Vines – "Don't Listen To The Radio"
- Motley Crue – "Dr. Feelgood"
- Fall Out Boy – "7 Minutes In Heaven"
- Supergrass – "Richard III"
- Nickelback – "Flat on The Floor"